# تفحيط

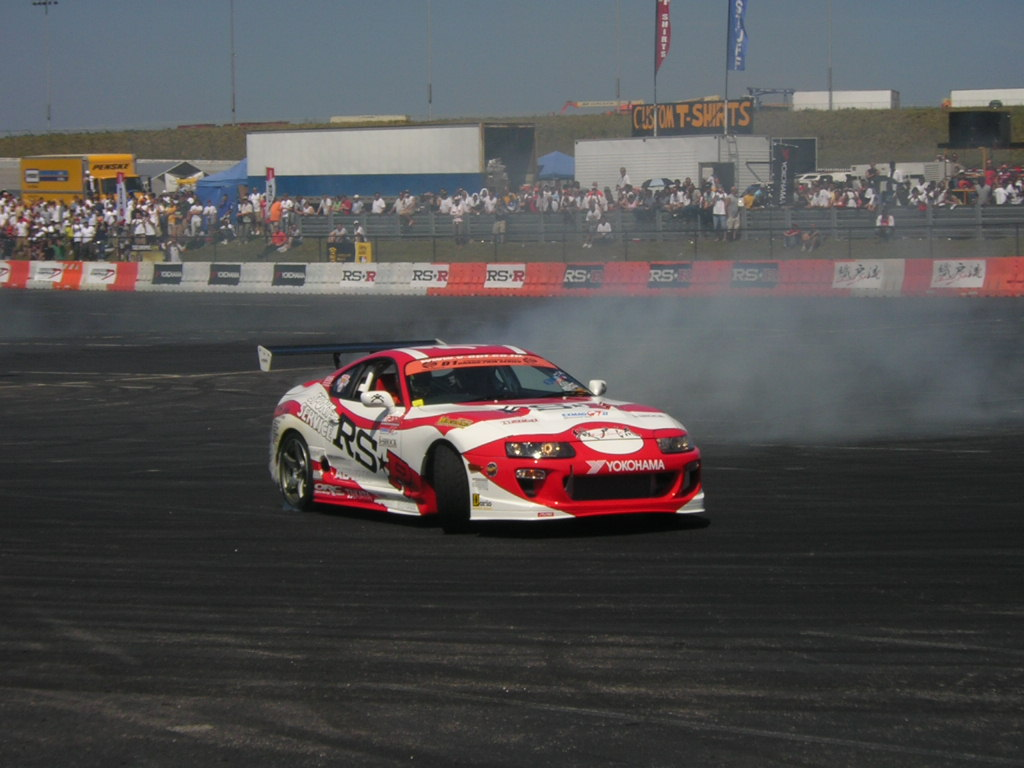
سيارة تويوتا سوبرا في عرض تفحيط في أتلانتا، جورجيا عام 2005

التَّفْحِيط ظاهرة لرياضة وهواية منتشرة لعقود من الزمن بين الشباب العرب وخصوصًا في المملكة العربية السعودية، وقد نشأت لأول مرة في الرياض، والتفحيط مجموعة حركات يقوم بها المُفَحِّط بالسيارة في الطرق السريعة ويتجمهر لها الشباب، ويركب معه عادةً "المُعَزِّز" وهو الشخص الذي يحفّز ويشجع السائق أثناء التفحيط، ويكون على سرعات عالية جدا تتراوح بين 160 ~ 260 كيلومتر في الساعة، ثم ينزلق بالسيارة بالسرعة العالية على أحد جانبيها والتحكم بها، حيث يكون اتجاه العجلة الأمامية مخالفًا للاتجاه الذي تسير فيه السيارة، وكذلك تدوير السيارة بزوايا 180 و360 درجة بشكل متكرر ودوري، وأداء الدورانات والمنعطفات، وفي كل ذلك تكون السيارة تحت سيطرة القائد.
وقد وافق مجلس الوزراء السعودي بتاريخ 1 ذو القعدة 1428 - الموافق - 11 نوفمبر عام 2007م على سنّ قانونٍ يجرّم ويمنع التفحيط الغير مرخّص ويُغرّم مرتكبه، وقد تصل به للسجن ومصادرة السيّارة وغرامات تصل لسعر السيارة، وذلك لمكافحة الظاهرة بعد زيادة شعبيتها، وقد أُنشئت بطولات رسمية للتفحيط في مناطق متنوعة بإشراف الاتحاد السعودي للسيارات والدراجات النارية، وبحضور آلاف المشجعين، لتكون منظمة وتحت مظلة رسمية تضمن السلامة.
مِن أشهر من عُرفوا في مجال التفحيط "أحمد شتيوي الرويلي العنزي" (وُلد عام 1992م) ويُلقب باسم (كِنق النظيم، بالإنجليزية: King AlNazeem)، ولُقِّب بذلك لأنه أحد سكان حي النظيم في الرياض، ويعرف باستخدامه سيارات مختلفة للتفحيط (سوناتا - أكورد - كامري)، إذ كان يحشد التجمعات والجماهير ويُحدّد موعدًا من خلال أجهزة البلاك بيري للتجمع بين الرياض والقصيم، وعُرف بقيادته في شوارع عامة بدلاً من الساحات الواسعة، كما أنه كان يفحّط عكس السير، وكان يَخرج وأصحابه من نوافذ السيارة أثناء التفحيط حاملين وملوِّحين بالأسلحة، واشتهر على مواقع التواصل بتوثيقه للتفحيط من داخل السيارة، وتعد قضيته من أشهر القضايا، إذ يعتبر الحكم الذي صدر بحقه الأقسى من نوعه، حيث حكم عليه عام 2014م بالسجن لعشر سنوات، وقد طالب أحد القضاة وقتها بقتله تعزيرًا وذلك بعد موت صديقه الذي كان برفقته، لكن خُفف الحكم لاحقًا ليصل في عام 2015م إلى 6 سنوات سجن و600 جَلدة، لكن حتى بعد تخفيف الحكم إلا أنه ظهر من السجن في شهر رمضان بتلك السنة ولم يكمل المحكومية وذلك لأنه أعلن توبته، وقد أثار استغراب الناس خروجه السريع، فصرّح وقتها المتحدث الرسمي للمديرية العامة للسجون العميد الدكتور "أيوب بن حجاب" أنه حفظ أجزاء من القرآن الكريم وهو ما أهّله لتخفيض محكوميته وإطلاق سراحه، وما إن خرج حتى عاد لساحات التفحيط، وقد أُعلن عن وفاته يوم الجمعة بتاريخ (22 ذو الحجة 1437هـ - الموافق - 23 سبتمبر 2016م) عن عمر 23 سنة، في حادث عرضي أثناء تفحيطه بسيارة مستأجرة بعد أن عاد لها بعد توبته وخروجه، إذ انحرفت سيارته واصطدمت بالسياج الحديدي على طريق القوات بالرياض.

## خلفية
يُقدّر أول ظهور وانتشار للتفحيط في مطلع سبعينات (1970م) القرن الماضي بين السعوديين، ولوحظت بكثرة في منطقتيّ الرياض والقصيم، وعلى نحوٍ أخف في مناطق سعودية أخرى، كما تكثر الظاهرة في أوقات ومواسم معينة، مثل التفحيط حول المدارس في فترات الامتحانات، ويُعلَّل ظهوره لتوفر عوامل بيئية ومجتمعية معينة، مثل: أوقات الفراغ عند الشباب، والطرقات الواسعة، والوفرة المالية، وقلة الحركة الصناعية، وتجتمع كلها في حالة المجتمع السعودي، وتقل في في البلدان التي بها حركة صناعية وإنتاجية مثل اليابان وأمريكا، والتي شوارعها ضيقة مثل القاهرة، والتي يبحث أهلها عمّا يشبع حاجتهم الغذائية والتعليمية والصحية مثل الهند وإندونيسيا، والتي لديهم شوارع واسعة لكن قليلةٌ السيارات بها مثل موريتانيا، وتحولت ثقافة القيادة الخطِرة إلى ظاهرة بارزة، لدرجة أنها اتخذت اسمًا خاصًا هو "التفحيط"، وكما وصفها البعض: «يُنظر للتفحيط على أنه رياضة شعبية وطنية تماما مثل كرة القدم»، وكما قال الكاتب الفرنسي باسكال مينوريه «إن التفحيط شهد ذروته بعد تخطيط مدينة الرياض وبعد أن أصبح النفط المحرك الرئيس للاقتصاد»، ويعد التفحيط هواية بعض الشباب، يمارسونها ويتجمعون لها في الأماكن قليلة السكان واسعة المساحة لكي يتفادوا خطر الإصابات والحوادث، وقد صارت لها تجارة من خلال بيع وإهداء الأشرطة والصور والمقاطع مرئية التي تخص التفحيط.

## التسمية
"التَّفْحِيط" أشهر مسمى لهذه الممارسة، وهو من اللهجات السعودية، وهي كلمة عربية جذرها ( ف ح ط ) وتُعد اسم معنى على وزن "تَفْعِيل"، و"فّحَّطَ" فعل لازم على وزن "فَعَّلَ"، وقد سجّلهما بذلك معجم الرياض للغة العربية المعاصرة الصادر عن مجمع الملك سلمان العالمي للغة العربية، وتختلف الآراء في أصل الكلمة في اللغة العربية، ولم يُعلم عن إصدار مجامع اللغة في البلدان العربية الأخرى لمصطلحات للظاهرة، وذلك لغياب العوامل وندرة الفِعلة عندهم، فمثلًا ما أصدر مجمع اللغة العربية بالقاهرة مصطلح يخصها، وذلك لأن شوارع مدينة القاهرة ضيّقة، ولم يسمعوا أو يشاهدوا الظاهرة عندهم، ولم يُلِمّوا بأمرها.
للهواية أسماء أخرى مثل الهجولة أو التنطيل (في السعودية) أو التقحيص أو التشحيط أو التفحيص (في دول خليجية أخرى)، ولها أسماء كثيرة منتشرة، وجميعها كلمات عامية لا جذر لها في اللغة العربية الفصحى.

## مؤلفات عن التفحيط
بعد أن انتشرت صور ومقاطع التفحيط في السعودية عبر شبكة الإنترنت، وصار الانجذاب لها عالميا ونُشرت مؤلفات تخصها مثل:
- رسالة الدكتوراه بعنوان «Investigating Tafheet as a Unique Driving Style Behaviour»، للباحث "عبد الله محمد الدوسري" بجامعة دي مونتفورت البريطانية، نُشرت في 2016م.

- كتاب بعنوان "مملكة الإسفلت" للكاتب الفرنسي (باسكال مينوريه)، يتناول في موضوعاته انتشار التفحيط في السعودية، ويُطلق عليها مسمى "مملكة الإسفلت".
- فيلم وثائقي بعنوان "Desert Drifters: Illegal Street Drifting in Saudi Arabia" من إنتاج موقع فايس.
- أغنية "Bad Girls": أضيفت ثقافة التفحيط في الأغنية، للفنان السيرلنكي-البريطاني "M.I.A.".

## التفحيط من منظورٍ إسلامي
التفحيط من الأمور المحرمة شرعا، وذلك لما قد يترتب عليه من قتل للنفس وقد قال تعالى: ( وَلَا تَقْتُلُوا أَنْفُسَكُمْ إِنَّ اللَّهَ كَانَ بِكُمْ رَحِيمًا) أو قتل للغير بغير حقٍّ، وقد قال تعالى: (وَلَا تَقْتُلُوا النَّفْسَ الَّتِي حَرَّمَ اللَّهُ إِلَّا بِالْحَقِّ).